# Cotu Mihalea
Cotu Mihalea – wieś w Rumunii, w okręgu Braiła, w gminie Siliștea. W 2011 roku liczyła 80 mieszkańców.